# 의미 포화
의미 포화 (意味飽和)는 반복되는 단어나 문구가 일시적으로 의미를 잃게 하는 심리 현상으로, 청자는 반복적인 의미 없는 소리로 인식한다.

## 역사와 연구
리안 자코보비츠 제임스는 맥길 대학교 1962년 박사 학위 논문에서 "의미 포화"라는 문구를 만들었다. 그 전에는 "언어 포화"라는 표현이 정신적 피로에 대한 개념을 표현하는 용어와 함께 사용되었다. 논문은 다른 사람들이 현상에 붙인 많은 이름을 나열했다:
본질적으로 같은 과정처럼 보이는 많은 다른 이름들이 사용되었다: 허버트 (Herbert, 1824, Boring, 1950), 불응성 단계와 정신적 피로 (Dodge, 1917, 1926a), 의미의 소멸 (Bassett and Warne, 1919 (Hilgard and Marquis, 1940), 포화 (Kohler and Wallach, 1940), 반응 억제 (Hull (1926)), 노동 감소 (Robinson and Bills, 1926), 대뇌 피질 억제 (Pavlov, 192?), 적응 (1959), 회상 (Eysenck, 1956), 언어 포화 (Smith and Raygor, 1956), 언어 변환 (Warren, 1961b).— 리안 자코보비츠 제임스가, 1962

논문은 짧은 시간에 반복적으로 제시되는 단어와 숫자의 평가, 단어를 말로 반복하고 개념으로 그룹화, 큰소리로 반복한 뒤 숫자 추가, 두 언어 중 하나에서 반복되는 단어의 이중 언어 번역 등, 다양한 인지 작업에서 의미 포화 효과의 작동을 입증하는 몇 가지 실험을 제시한다. 각각의 경우에 피험자는 몇 초 동안 단어나 숫자를 반복한 뒤 그 단어를 써 인지 작업을 수행한다. 작업에 사용하기 전에 단어를 반복하면 작업이 다소 어려워지는 것으로 나타났다.
현상에 대한 설명은, 언어 반복은 피질에서 단어의 의미에 해당하는 특정 신경 양식을 반복적으로 자극한다는 것이다. 급격한 반복은 말초 감각 운동과 중추 신경 활성화를 반복적으로 발화시킨다. 이는 반응 억제를 일으키는 것으로 알려져 있으며, 따라서 반복할 때마다 활성의 강도가 감소한다. 자코보비츠 제임스 (1962)는 이 결론을 "실험적 신경외상학"의 시작이라 부른다.

## 응용
반복을 통한 의미 포화를 만들어 말투로 유발된 부정적인 감정의 강도를 줄임으로써, 말더듬이에 의한 발언공포증을 줄이기 위한 어플리케이션이 개발되었다.

## 같이 보기
- Buffalo buffalo Buffalo buffalo buffalo buffalo Buffalo buffalo
- 게슈탈트 붕괴
- 미시감
- 만트라

## 참고 도서
- Dodge, R. (1917). “The laws of relative fatigue”. 《Psychol. Rev.》 24 (2): 89–113. doi:10.1037/h0075549.
- Don, V.J.; Weld, H.P. (1924). “Lapse of meaning with visual fixation”. 《American Journal of Psychology》 35 (3): 446–450. doi:10.2307/1414024. JSTOR 1414024.
- Duncan, C.P. (1956). “On the similarity between reactive inhibition and neural satiation”. 《American Journal of Psychology》 69 (2): 227–235. doi:10.2307/1418151. JSTOR 1418151. PMID 13327083.
- Eysenck, H.J. (1955). “Cortical inhibition, figural after-effect, and theory of personality”. 《Journal of Abnormal and Social Psychology》 51 (1): 94–106. doi:10.1037/h0043564. PMID 13242293.
- Gaynor, Miriam (1954). “An effect of satiation on recall”. New York: New School for Social Research. Unpublished Ph.D. Dissertation.
- Severance, Elisabeth; Washburn, Margaret. (1907). “The loss of associative power in words after long fixation”. 《American Journal of Psychology》 18 (2): 182–186. doi:10.2307/1412411. JSTOR 1412411.
- Smith, D.E. P.; Raygor, A.L. (1956). “Verbal satiation and personality”. 《J. Abnrom, soc. Psychol.》 52 (3): 323–326. PMID 13318837.
- Warren, R.M (1961). “Illusory changes in repeated words: Differences between young adults and the aged”. 《American Journal of Psychology》 74 (4): 506–516. doi:10.2307/1419661. JSTOR 1419661. PMID 14005061.
- Warren, R.M. (1961). “Illusory changes of distinct speech upon repetition—the verbal transformation effect”. 《Br. J. Psychol.》 52 (3): 249–258. doi:10.1111/j.2044-8295.1961.tb00787.x. PMID 13783239.
- Wertheimer, M. (1960).  F. Weinhandl, 편집. “Studies of some Gestalt qualities of words”. 《In Gestalthaftes sehen: Ergebnisse und Aufgaben der Morphologie》 (Darmstadt, Germany): Wissenschaftliche Buchgesellschaft.
- Wertheimer, M. (1958). “The relation between the sound of a word and its meaning”. 《American Journal of Psychology》 71 (2): 412–415. doi:10.2307/1420089. JSTOR 1420089.
- Lambert, W.E.; Jakobovits, L.A. (1960). “Verbal satiation and changes in the intensity of meaning”. 《Journal of Experimental Psychology》 60 (6): 376–83. doi:10.1037/h0045624. PMID 13758466.
- Jakobovits, L.A.; Lambert, W.E. (1961). “Semantic satiation among bilinguals”. 《Journal of Experimental Psychology》 62 (6): 576–82. doi:10.1037/h0042860. PMID 14450947.
- Jakobovits, L.A.; Lambert, W.E. (1962). “Semantic satiation in an addition task”. 《Canadian Journal of Psychology》 16 (2): 112–19. doi:10.1037/h0083238.